# Ophlitaspongiinae
Ophlitaspongiinae is een onderfamilie van sponsdieren uit de klasse van de Demospongiae (gewone sponzen).

## Geslachten
- Antho Gray, 1867
- Artemisina Vosmaer, 1885
- Echinoclathria Carter, 1885
- Ophlitaspongia Bowerbank, 1866
- Sigmeurypon Topsent, 1928